# Покхара

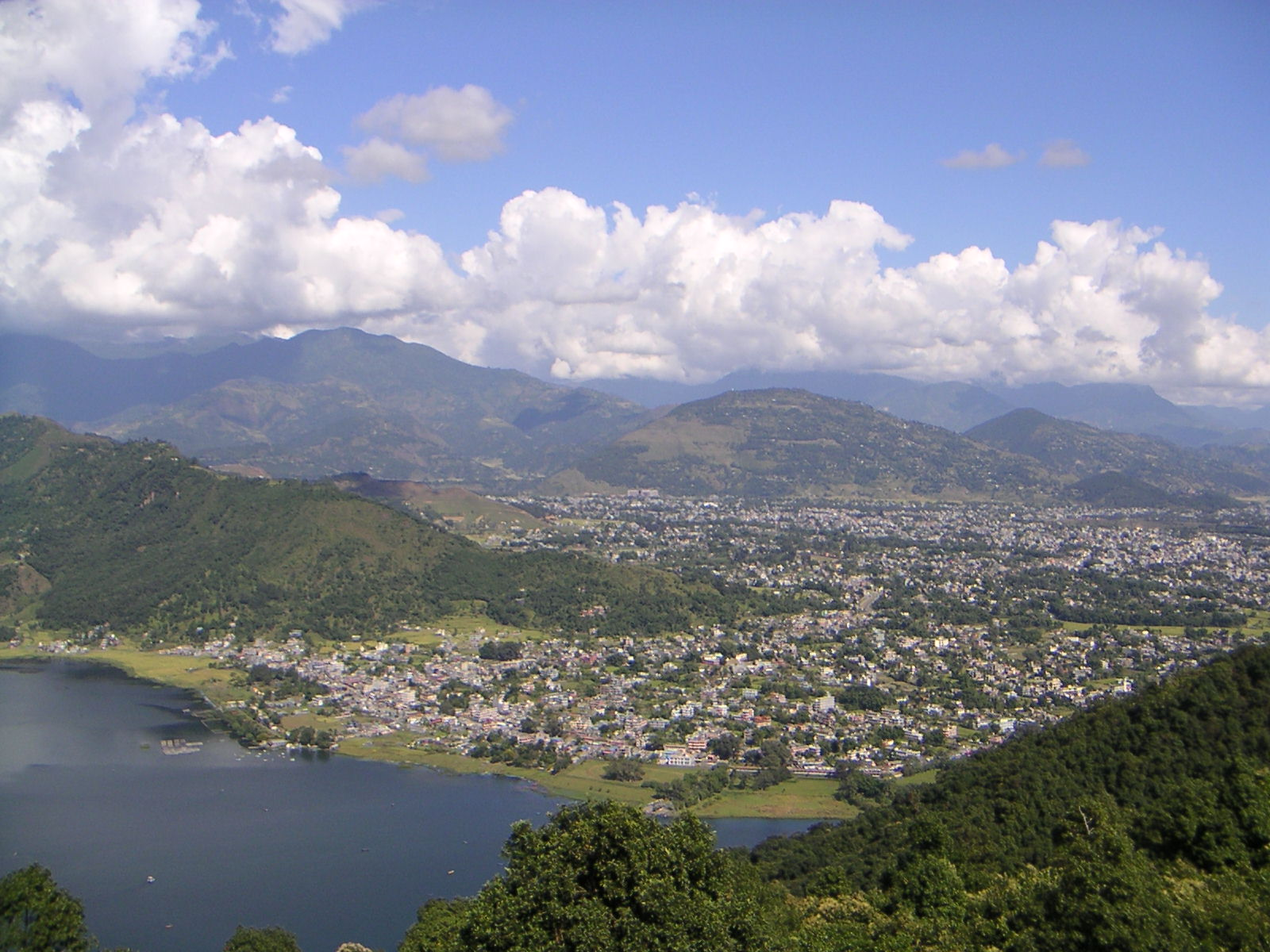
Панорама на Покхару з Японської ступи миру

Пóкхара (неп. पोखरा, англ. Pokhara), офіційна назва субметрополія Пóкхара (непалі: पोखरा उपमहानगरपालिका) — місто в центральному Непалі. Третє за кількістю населення (приблизно 200 тис. осіб) місто в Непалі після Катманду та Біратнагара.

## Географія
Розташоване за 198 кілометрів на захід від Катманду в передгір'ях Гімалаїв.
На південний схід від міста розташована долина Покхара, де лежить озеро Бегнас.

### Клімат

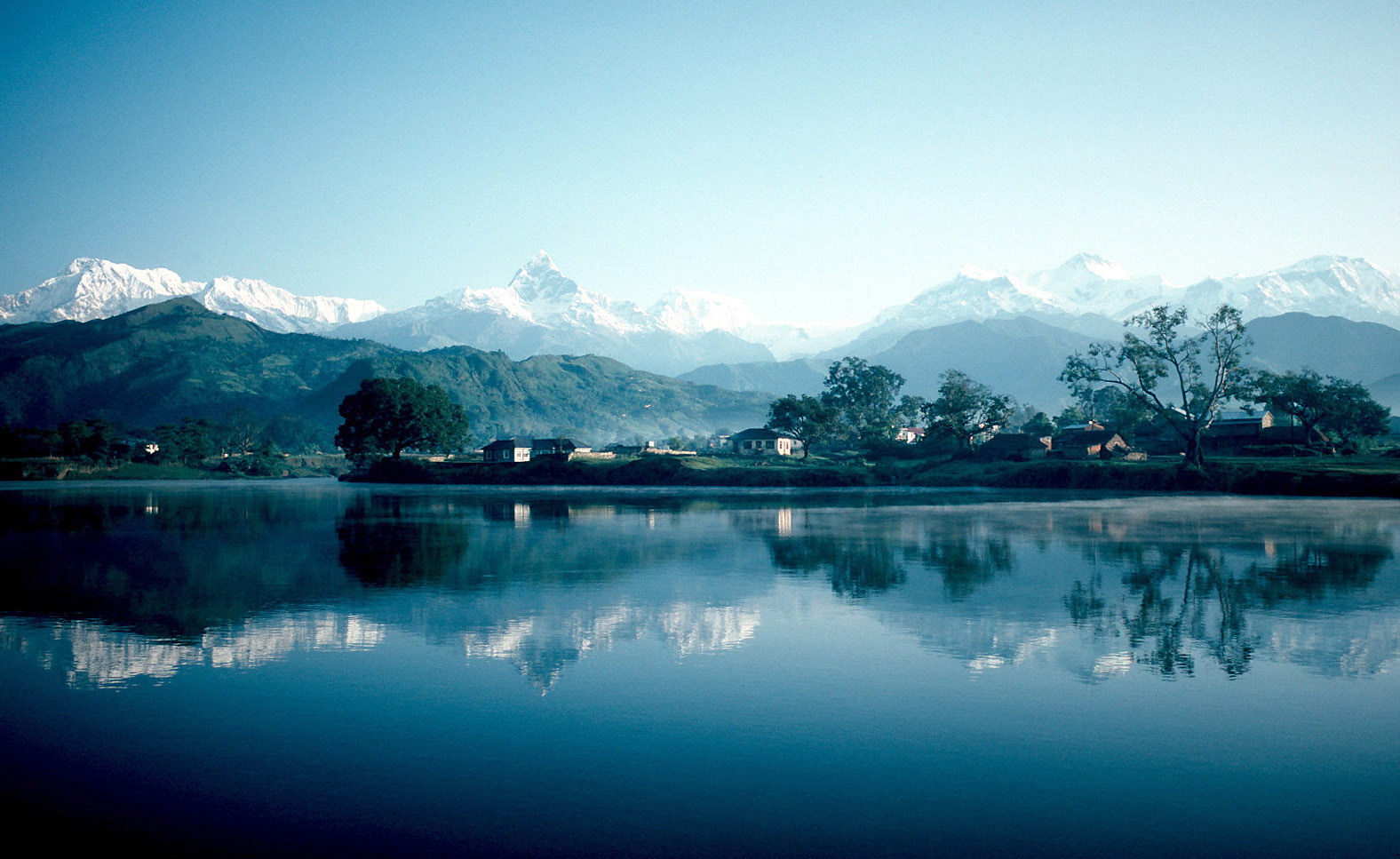
Покхара та озеро Фева з виглядом на гори навколо Аннапурни: Мачапучаре та Ламджунг-Хімал

Місто знаходиться у зоні, котра характеризується океанічним кліматом субтропічних нагір'їв. Найтепліший місяць — липень із середньою температурою 24 °C (75.2 °F). Найхолодніший місяць — січень, із середньою температурою 10.2 °С (50.4 °F).
| Клімат Покхари          | Клімат Покхари | Клімат Покхари | Клімат Покхари | Клімат Покхари | Клімат Покхари | Клімат Покхари | Клімат Покхари | Клімат Покхари | Клімат Покхари | Клімат Покхари | Клімат Покхари | Клімат Покхари | Клімат Покхари |
| Показник                | Січ.           | Лют.           | Бер.           | Квіт.          | Трав.          | Черв.          | Лип.           | Серп.          | Вер.           | Жовт.          | Лист.          | Груд.          | Рік            |
| Середня температура, °C | 10,2           | 11,5           | 16,6           | 20,4           | 22,4           | 23,8           | 24             | 23,8           | 22,7           | 19,5           | 15             | 11,2           | 18,4           |
| Норма опадів, мм        | 22.3           | 30.7           | 52.6           | 90.5           | 193.8          | 342.3          | 478.5          | 404.8          | 275.2          | 88.6           | 11.8           | 19.2           | 2010.3         |
| Днів з опадами          | 2,3            | 2,3            | 2,3            | 2,8            | 4,9            | 11,1           | 15,7           | 15,2           | 10,3           | 2,7            | 0,7            | 1              | 71,3           |
| Вологість повітря, %    | 72.2           | 69.3           | 55.1           | 51.2           | 56.7           | 68             | 79.7           | 82.2           | 80.2           | 74.9           | 72.4           | 71.7           | 69.5           |
| ----------------------- | -------------- | -------------- | -------------- | -------------- | -------------- | -------------- | -------------- | -------------- | -------------- | -------------- | -------------- | -------------- | -------------- |
| Джерело: Weatherbase    |                |                |                |                |                |                |                |                |                |                |                |                |                |

## Туризм
Покхара є одним з найпопулярніших туристичних напрямків в Непалі. Відома своєю розслабленою атмосферою та мальовничими околицями. Розташована на березі озера Фева, звідси відкривається мальовничий вигляд на Гімалаї (Великий Гімалайський хребет) з восьмитисячниками Дхаулагірі, Аннапурна та Манаслу.
Також з Покхари починається більшість трекових маршрутів в район Аннапурни, в тому числі і трек навколо Аннапурни.
В 30-хвилинній доступності від міста знаходиться вершина Сарангкот звідки відкривається вигляд на восьмитисячники. Також в місті Покхара високо над озером Фева встановлена Ступа миру.
В місті є туристичний район Лейксайд, розташований безпосередньо уздовж озера Фева. У районі зосереджені готелі, ресторани, компанії обслуговуючі різноманітні потреби туристів.

## Аеропорт
Аеропорт Покхара знаходиться в центрі міста і здійснює рейси в Катманду, Джомсом, Мананг, Бхайрахава (Сіддхартанагар) і Бхаратпур. Чартерні вертолітні рейси в Мананг та Джомсом.